# Gaudencio de Brescia
Gaudencio (s. IV) fue un obispo romano de Brescia, considerado santo por la Iglesia católica.
Vivió a finales del siglo IV o principios del siglo V, ignorándose su patria, la fecha de su nacimiento y aun la historia de sus primeros años. Se sabe que después de la muerte del obispo Filastro, ocurrida en el año 387, fue elegido obispo de Brescia y que aunque al principio no quiso aceptar el nombramiento, se vio obligado a ello por el afecto del pueblo y la insistencia de los obispos de la provincia entre los cuales figuraba san Ambrosio. San Gaudencio mantuvo una gran amistad con el obispo de Milán y fue uno de los latinos enviados a Constantinopla en los años 404 y 405 para interceder a favor de san Crisóstomo durante la persecución. 

## Obras
San Gaudencio ocupa un lugar relevante en la historia de la antigua literatura cristiana por las muchas obras que de él se conservan. Se le deben principalmente las noticias que nos quedan de Filastro, consignadas en un discurso suyo sobre la vida y escritos de este prelado y que suele titularse Liber de vita sancti Philatrii. Se conservan también diez sermones y algunas homilías sobre diferentes pasajes de la Biblia, entre otras las que pronunció el día de su consagración, muy interesantes para la historia de su vida.

### Estilo
Dupin dice de él en su Nouvelle bibliothèque que su estilo es sencillo pero descuidado, sus alegorías violentas, sus sermones secos, estilo muy poco atractivo y superficial. Pero en cambio, Pablo Galearti afirma que su estilo, aunque sencillo, es elegante, fácil y ameno. 

### Obras apócrifas
Con el nombre de san Gaudencio, se encuentran algunos opúsculos que, sin embargo, se consideran apócrifos como:
- Poema de San Filastro
- Comentarios del siglo llamado Anastasiano
- De la regularidad de los clérigos